# Changxixiang (ort i Kina, Shaanxi, lat 33,30, long 107,64)
Changxixiang är en ort i Kina. Den ligger i provinsen Shaanxi, i den nordvästra delen av landet, omkring 160 kilometer sydväst om provinshuvudstaden Xi'an. Antalet invånare är 6 535. Befolkningen består av 3 106 kvinnor och 3 429 män. Barn under 15 år utgör 15,0 %, vuxna 15-64 år 71 %, och äldre över 65 år 12,0 %.
Runt Changxixiang är det ganska tätbefolkat, med 111 invånare per kvadratkilometer. Närmaste större samhälle är Yangzhou, 12,8 km sydväst om Changxixiang. Trakten runt Changxixiang består till största delen av jordbruksmark.
Genomsnittlig årsnederbörd är 1 052 millimeter. Den regnigaste månaden är juli, med i genomsnitt 222 mm nederbörd, och den torraste är december, med 2 mm nederbörd.